# Jean-Baptiste Guyot-Lavaline
Jean-Baptiste Charles Guyot-Lavaline est un homme politique français né le 15 juillet 1827 à Vic-le-Comte (Puy-de-Dôme) et mort le 4 février 1913 à Vic-le-Comte.

## Biographie
Jean-Baptiste Charles Guyot-Lavaline appartient à une famille de notaires de Vic-le-Comte. Son père Jérôme Alexandre (1800-1897) a été maire de Vic-le-Comte et conseiller général du canton. Sa mère, Jacquette Victorine Téallier, appartient aussi à une famille d'hommes de loi. Il épouse en 1853 à Issoire Anne Émilie Girot-Pouzol, petite-fille de Jean-Baptiste Girot-Pouzol et fille de Camille Girot-Pouzol, qui ont tous deux été députés du Puy-de-Dôme.
Maire de Vic-le-Comte en 1856, il est révoqué en 1865 par le régime impérial, et réintégré après le 4 septembre 1870. Il est également conseiller général du canton de Vic-le-Comte et a été président du conseil général. Il est sénateur du Puy-de-Dôme, inscrit au groupe de la Gauche républicaine, de 1879 à 1900. 

## Sources
- « Jean-Baptiste Guyot-Lavaline », dans Adolphe Robert et Gaston Cougny, Dictionnaire des parlementaires français, Edgar Bourloton, 1889-1891 [détail de l’édition]